# Monumension
Monumension è il sesto album in studio del gruppo musicale progressive black metal norvegese Enslaved, pubblicato nel 2001.

## Tracce
1. Convoys to Nothingness – 7:58
2. The Voices – 6:07
3. Vision: Sphere of the Elements - A Monument Part II – 4:58
4. Hollow Inside – 5:38
5. The Cromlech Gate – 6:55
6. Enemy I – 5:16
7. Smirr – 4:26
8. The Sleep: Floating Diversity - A Monument Part III – 8:12
9. Outro: Self-Zero – 3:08
10. Sigmundskvadet (bonus) – 6:59

## Formazione
- Ivar Bjørnson - chitarra, tastiere
- Grutle Kjellson - voce, basso
- Richard Kronheim – chitarra
- Per Husebø (a.k.a. Dirge Rep) – batteria